# La Coquille
La Coquille település Franciaországban, Dordogne megyében. Lakosainak száma 1259 fő (2022. január 1.). La Coquille Firbeix, Chalais, Mialet, Saint-Pierre-de-Frugie, Saint-Priest-les-Fougères és Saint-Paul-la-Roche községekkel határos.

## Népesség
A település népességének változása:
| Lakosok száma | 1556 | 1575 | 1515 | 1404 | 1344 | 1344 | 1324 | 1276 | 1269 | 1259 |
|               | 1968 | 1982 | 1990 | 2006 | 2013 | 2015 | 2017 | 2019 | 2020 | 2022 |